# Maher Abd al-Rachid
Maher Abd al-Rachid (en arabe : ماهر عبد الرشيد), né à Tikrit en 1942 et mort le 29 juin 2014 à Souleimaniye, est un général irakien et un membre de la tribu sunnite des Al-Bu Nasir. S'étant fait connaître pour son rôle pendant la guerre Iran-Irak (reprise de la péninsule d'Al-Faw en 1988), il est considéré comme l'un des meilleurs généraux de Saddam Hussein. Proche ami de Saddam Hussein, il offre en 1985 sa fille Sahar à Qoussaï Hussein, second fils du dirigeant irakien. Il participe également à la répression de l'insurrection contre le régime baasiste de 1991.
Il est arrêté le 8 mars 2005 à Tikrit par les Américains, deux ans après le déclenchement de l'opération Liberté irakienne. Il est libéré en 2008.